# Смерть царя Кандавла
«Смерть царя Кандавла» (англ. Death of King Candaules) — картина итальянского художника Джамбаттиста Питтони, выставленная в постоянной коллекции музея Эрмитаж в Санкт-Петербурге.
Согласно рассказу Геродота, царь Кандавл, одержимый страстной любовью к своей жене, настолько гордился её красотой, что однажды приказал своему телохранителю Гигу подглядеть за ней, когда та, обнажённая, готовится отойти ко сну. Однако царица заметила Гига и, поняв, что замысел принадлежал её супругу, на следующий день вызвала телохранителя к себе и предложила ему выбор: либо убить царя и жениться на ней, либо быть казнённым. Гиг после долгих колебаний выбрал первый вариант: он убил Кандавла, женился на царице и основал династию Мермнадов.
Холст принадлежал группе, включающей также три другие картины, теперь рассеянные между публичными и частными коллекциями, изображающими следующие легендарные темы:
- Дидона при основании Карфагена
- Смерть Софонисбы
- Семирамида.

Картина, изображающая Дидону, сохранилась в Эрмитаже, одна с Софонисбой в Музее Пушкина в Москве, и, наконец, с Семирамидой является частью частной коллекции Ив Микалофф (Париж).